# Bob Kerslake
Pour les articles homonymes, voir Kerslake.
Robert Walter Kerslake, baron Kerslake, (né le 28 février 1955 et mort le 1er juillet 2023) est un haut-fonctionnaire britannique. 
Il est le chef de la fonction publique intérieure après la retraite de l'ancien titulaire, le Secrétaire du cabinet Gus O'Donnell le 31 décembre 2011, jusqu'en septembre 2014. Il est secrétaire permanent au ministère des Communautés et des Gouvernements locaux. En décembre 2014, il est nommé président du King's College Hospital NHS Foundation Trust à compter de juin 2015 et, à partir de juillet 2018, il préside la Commission UK2070 axée sur les inégalités urbaines et régionales au Royaume-Uni. Il est nommé pair à vie crossbencher à la Chambre des lords le 17 mars 2015.

## Biographie

### Jeunesse
Bob Kerslake est né le 28 février 1955. Il est originaire de Bath Somerset et fréquente la Blue School, Wells. Il obtient un diplôme de première classe en mathématiques de l'Université de Warwick, où il est également secrétaire général du syndicat des étudiants.

### Carrière
Bob Kerslake se qualifie en tant que membre du Chartered Institute of Public Finance and Accountancy et occupe plusieurs postes dans des conseils à Londres avant de devenir directeur général du Borough londonien de Hounslow. Il part à Sheffield pour occuper le poste de directeur général du conseil municipal de Sheffield en 1997. De 2008 à 2010, il est directeur général de la Homes and Communities Agency et en septembre 2010, Kerslake est nommé secrétaire permanent du ministère des Communautés et des collectivités locales. En décembre 2014, il est nommé président du King's College Hospital NHS Foundation Trust à compter de juin 2015.
En octobre 2016, Kerslake devient président du conseil des gouverneurs de l'université de Sheffield Hallam. En décembre 2017, il démissionne de son poste de président du King's College Hospital Trust pour protester contre ce qu'il qualifie de "graves problèmes de financement du NHS" et appelant à « repenser en profondeur (de)... la façon dont le NHS est financé et organisé. » Peu de temps après, des informations font surface selon lesquelles le président du NHS Improvement lui a demandé de démissionner deux jours auparavant en raison de la « mauvaise performance financière » de la fiducie.
En 2004, il reçoit un doctorat honorifique de l'Université de Sheffield Hallam pour sa « contribution distinctive au service public ». Dans les honneurs du Nouvel An 2005, il est fait chevalier « pour services rendus au gouvernement local ». En 2012, il est docteur honoris causa (Doctor of Law) de l'Université de Warwick . En 2015, il est fait pair à vie en prenant le titre de baron Kerslake, d'Endcliffe dans la ville de Sheffield. En 2015, il est élu membre de l'Académie des sciences sociales (FAcSS).